# Nicola Ravera Rafele
Nicola Ravera Rafele, citato anche come Nicola Rafele (Roma, 1979) è uno scrittore e sceneggiatore italiano.

## Biografia
Figlio di Lidia Ravera e Mimmo Rafele, esordisce a 15 anni con lo pseudonimo Nicola X pubblicando per Theoria Infatti purtroppo. Diario di un quindicenne perplesso.
Nel 2005, col film L'ultimo rigore, firma la sua prima sceneggiatura (insieme con Luciano Martino, Sergio Martino, Mimmo Rafele e Sauro Scavolini), continuando a scrivere prevalentemente per la televisione.
Nel 2017 Fandango Libri pubblica Il senso della lotta, selezionato nella dodicina del Premio Strega.
Nel 2021 pubblica la "guida letteraria" A Parigi. Da Hemingway a Cortazar.

## Opere
- Infatti purtroppo. Diario di un quindicenne perplesso, Theoria, 1995, ISBN 8824104037
- Ultimo requiem, con Mimmo Rafele, Longanesi, 2014, ISBN 9788830437067
- Il senso della lotta, Fandango Libri, 2017, ISBN 9788860444905
- Tutto questo tempo, Fandango Libri, 2019, ISBN 9788860446589
- A Parigi. Da Hemingway a Cortazar, Perrone, 2021, ISBN 9788860046024

## Filmografia
- L'ultimo rigore, regia di Sergio Martino - film TV (2005)
- R.I.S. - Delitti imperfetti - serie TV (2005)
- R.I.S. Police scientifique - serie TV, 1x03 (2006)
- L'ultimo rigore 2, regia di Sergio Martino - film TV (2006)
- R.I.S. - Die Sprache der Toten - serie TV, 1x03 (2007)
- Zodiaco - serie TV (2008)
- Ovunque tu sia, regia di Ambrogio Lo Giudice - film TV (2008)
- Codice Aurora - serie TV (2008)
- Cesare Mori - Il prefetto di ferro, regia di Gianni Lepre - film TV (2012)
- La belva, regia di Ludovico di Martino (2020)
- Le seduzioni, regia di Vito Zagarrio (2021)
- La coda del diavolo, regia di Domenico De Feudis - film TV (2024)